# Хьюз, Зарнел
Зарнел Хьюз (англ. Zharnel Hughes; род. 13 июля 1995, Санди-Граунд, Британские заморские территории) — британский легкоатлет ангилийского происхождения, который специализируется в спринте, 4-кратный чемпион Европы, двукратный победитель Игр Содружества, рекордсмен Европы в эстафете 4×100 метров.

## Биография
Зарнел Хьюз родился в Валли, Ангилья, где его мать работала экономкой, а отец таксистом. Хьюз признал свой талант к спорту в возрасте 10 лет, когда он выиграл несколько гонок на местном школьном спортивном дне в начальной школе Orealia Kelly (ранее Stoney Ground Primary), где он бежал. Он сделал свое первое международное выступление в Ангилье на играх CARIFTA 2010 в возрасте 14 лет, заняв восьмое место в беге на 100 метров. В следующем году он поднялся до шестого места на играх CARIFTA 2011 года и вышел в финал на молодёжных играх Содружества 2011 года, сделав свой первый забег менее чем за 11 секунд в этом году.
На чемпионате Европы 2018 года в Берлине выиграл золото на 100-метровке и в эстафете 4×100 метров. На 100-метровке в финале установил рекорд чемпионатов Европы (9.95).
В 2023 году на чемпионате мира по лёгкой атлетике, который состоялся в Будапеште, британский атлет, в беге на 100 метров, с результатом 9,88 секунды стал бронзовым призёром чемпионата мира.